# Satanella (opera)
Satanella je opera o třech dějstvích, kterou složil rakouský skladatel českého původu Emil Nikolaus von Reznicek (1860–1945).
Byla to druhá operní premiéra po otevření Nového německého divadla v Praze a současně také slavnostní představení na počest odhalení pomníku Marie Terezie ve Vídni. Konala se 13. května 1888.

## Libreto opery a její děj
Libreto k opeře si napsal skladatel sám podle básně Jaroslava Vrchlického. Příběh je ze začátku 18. století, je umístěn na Rhodos, Hlavními postavami jsou mladá cikánka Satanella a rytíř řádu Johanitů Roderigo, kteří se do sebe zamilují, aniž tuší, že jsou kdysi unesení sourozenci. Jejich otec vstoupil poté, co mu navíc zemřela žena, do řádu a je nyní jeho velmistrem. Děj prodchnutý religiozitou i erotikou končí tragicky. Při bohoslužebné scéně, která má zažehnat hrozící mor, hodí rozmarná Satanella po biskupovi pecky z datlí. Velmistr ji obviní ze zneuctění církve a z čarodějnictví a odsoudí ji k smrti na hranici. Rodrigovi, který se dívky zastal, jsou vzhledem k jeho zásluhám o řád přiznány polehčující okolnosti a je pouze vystaven na pranýř a exkomunikován. Osamělý velmistr slyší jakéhosi pěvce zpívat baladu, z jejíhož obsahu pozná, že oba odsouzenci jsou jeho ztracené děti. Je však pozdě. Hranice hoří, Rodrigo se vytrhne z pout a skočí do plamenů za Satanellou.
Podle téže Vrchlického básně vytvořil o deset let později Karel Kádner libreto k opeře Satanela Josefa Richarda Rozkošného, která měla premiéru 5. října 1898 v pražském Národním divadle.

## Hudba
Po premiéře dobová kritika psala, že pěvecké role jsou málo vděčné a hlavní slovo má orchestr. Skladatel je stále ještě v poutech nevykvašené touhy po excentričnosti a děj obsahuje příliš krutostí (efekt dvojího upálení).

## Osud opery
V době vlády NSDAP v Německu skladatel Reznicek nebyl žádoucí osobou. Jeho rukopisy byly zabaveny a ukryty v dolech u Kalau v Lužici (in der Lausitz). Na konci druhé světové války pak padly do rukou Rudé armády. Část se vrátila roku 1957 do Rakouské národní knihovny, ostatní jsou dodnes nezvěstné. Ze Satanelly je k dispozici jenom klavírní výtah, patrně v archivu IMSLP.